# Richard Nixon
Richard Milhous Nixon (9. ledna 1913 Yorba Linda – 22. dubna 1994 New York) byl 37. prezidentem Spojených států amerických, ve funkci působil od roku 1969 až do své rezignace v roce 1974. Jako člen Republikánské strany předtím působil jako 36. viceprezident pod prezidentem Dwightem Eisenhowerem v letech 1953–1961, a také jako kongresman a senátor za stát Kalifornie. Během jeho prezidentského období došlo ke snížení amerického zapojení ve válce ve Vietnamu, navázání uvolněných vztahů se Sovětským svazem a Čínou (tzv. politika détente), přistání Apolla 11 na Měsíci a založení Agentury pro ochranu životního prostředí (EPA) a Správy pro bezpečnost a ochranu zdraví při práci (OSHA). Nixonovo druhé funkční období skončilo předčasně, když se v důsledku aféry Watergate stal jediným prezidentem USA, který rezignoval na úřad.
Nixon se narodil do chudé kvakerské rodiny v Yorba Linda v jižní Kalifornii. V roce 1934 získal bakalářský titul na Whittier College a v roce 1937 titul doktora práv (Juris Doctor) na Duke University. Poté pracoval jako právník v Kalifornii a v roce 1942 se přestěhoval se svou manželkou Pat do Washingtonu, D.C., aby pracoval pro federální vládu. Během druhé světové války sloužil v námořní rezervě a v roce 1946 byl zvolen do Sněmovny reprezentantů. Jeho práce na případu Algera Hisse mu zajistila pověst předního bojovníka proti komunismu. V roce 1950 byl zvolen senátorem. Nixon byl kandidátem na viceprezidenta ve volbách v letech 1952 a 1956 po boku Eisenhowera. Viceprezidentem byl osm let, během nichž význam této funkce vzrostl. V roce 1960 těsně prohrál prezidentské volby s Johnem F. Kennedym. Po neúspěšné kandidatuře na guvernéra Kalifornie v roce 1962 oznámil svůj odchod z politiky. Nicméně v roce 1968 znovu kandidoval na prezidenta a těsně porazil demokratického viceprezidenta Huberta Humphreyho.
S cílem přimět Severní Vietnam k jednacímu stolu Nixon nařídil vojenské operace a kobercové bombardování Kambodže. Tajně podporoval Pákistán během bangladéšské války za nezávislost v roce 1971 a v roce 1973 ukončil americkou bojovou účast ve Vietnamu i vojenskou brannou povinnost. Jeho návštěva Číny v roce 1972 vedla k navázání diplomatických vztahů mezi oběma státy a uzavřel Smlouvu o protiraketové obraně se Sovětským svazem. Na domácí scéně prosadil zákon o kontrolovaných látkách a zahájil „válku proti drogám“. Nixonovo první funkční období probíhalo v době rozkvětu amerického ekologického hnutí a přineslo mnoho progresivních změn v oblasti životního prostředí; jeho administrativa vytvořila Agenturu pro ochranu životního prostředí a prosadila zákony jako zákon o ohrožených druzích a zákony o čistém ovzduší. Uvedl v platnost ratifikovaný dvacátý šestý dodatek Ústavy, který snížil volební věk z 21 na 18 let, a prosadil desegregaci škol na jihu USA. Prostřednictvím legislativy a exekutivních nařízení zavedl důležité změny v politice vůči původním americkým obyvatelům a obrátil kurz Eisenhowerovy politiky ukončování kmenového uznání směrem k podpoře sebeurčení indiánských národů. Zavedl devadesátidenní kontrolu cen a mezd, zahájil „válku proti rakovině“ a dohlížel na přistání Apolla 11 na Měsíci, které symbolizovalo konec vesmírného závodu. V roce 1972 byl znovu zvolen prezidentem, když porazil George McGoverna v jednom z největších volebních vítězství v historii USA.
Ve svém druhém funkčním období Nixon nařídil letecký most na doplnění izraelského vojenského vybavení během jomkipurské války, která vedla k ropné krizi v USA. Od roku 1973 Nixonovu podporu v Kongresu i mezi veřejností nahlodávaly stále nové odhalení ohledně aféry Watergate. Skandál začal vloupáním do kanceláře Demokratického národního výboru, které bylo nařízeno úředníky jeho administrativy, a vygradoval navzdory snahám o utajení, o nichž Nixon věděl. Dne 9. srpna 1974, čelící téměř jistému impeachmentu a odvolání z úřadu, Nixon rezignoval. Následně mu jeho nástupce Gerald Ford udělil kontroverzní milost. Během téměř dvaceti let v důchodu Nixon napsal devět knih a podnikl mnoho zahraničních cest, čímž si částečně rehabilitoval svou image jako starší státník a přední odborník na zahraniční politiku. Dne 18. dubna 1994 utrpěl těžkou mrtvici a o čtyři dny později zemřel. Hodnocení jeho prezidentského období je složité – úspěchy jeho vlády jsou často srovnávány s okolnostmi jeho nástupu a zejména odchodu z úřadu.

## Kariéra
V roce 1934 se dostal na prestižní stipendium na právnickou fakultu Dukeovy univerzity. Stipendium si udržel i v dalších ročnících. Absolvoval jako třetí nejlepší v ročníku. Po univerzitě chtěl vstoupit k FBI, u pohovoru uspěl, ale kvůli škrtům bylo jeho přijetí nakonec odvoláno. Poté nastoupil do právní firmy Wingert and Bewley, kde se zaměřoval na obchodní právo v případech lokálních ropných společností. Roku 1938 se stal ve firmě partnerem a otevřel si pobočku v Kalifornii.
V lednu 1942 se s rodinou přestěhoval do Severní Virginie a nastoupil na úřad Office of Price Administration, který během druhé světové války dohlížel na regulaci cen. Po několika měsících se přihlásil do služby v námořnictvu. Byl přijat do záloh. Mezi říjnem 1942 a květnem 1943 sloužil na základně v Iowě, kde dohlížel na zásobování. Nixon se usilovně hlásil o službu na frontě, a tak byl v červenci převelen k zásobovací jednotce na tichomořské frontě. Sloužil na základně na Papui Nové Guineji. V roce 1944 byl převelen opět do USA. Za svou službu obdržel několik pochval. V březnu 1946 byl uvolněn z aktivní služby, ale zůstal v zálohách.

### Kongresman (1946–1949)
V roce 1946 přijal nabídku kandidovat ve volbách do Sněmovny reprezentantů USA za republikány. Jeho úkolem bylo porazit demokratického poslance Jerryho Voorhise, který v okrsku vyhrával posledních deset let. To se mu povedlo i tím, že jeho kampaň spojila Voorhisovy podporovatele s komunisty. O rok později podpořil Taftův–Hartleyho zákon, který povolil státní dohled nad odbory. Následně byl v komisi, která měla posoudit americkou pomoc poválečné Evropě. Díky zprávě komise došlo k přijetí Marshallova plánu. V roce 1948 spolupředložil Mundtův-Nixonův zákon, který zaváděl povinnou státní registraci členů Komunistické strany USA. Zákon byl schválen Sněmovnou, ale neprošel Senátem.
V srpnu 1948 na sebe Nixon upozornil, když vstoupil do případu Algera Hisse, který byl obviněn ze špionáže pro Sovětský svaz. Nixon ve Sněmovně tlačil na pokračování vyšetřování, jelikož věřil, že Hiss byl vinen. Hiss poté podal žalobu pro pomluvu, ale v roce 1950 byl odsouzen za křivou výpověď.

### Senátor (1950–1952)

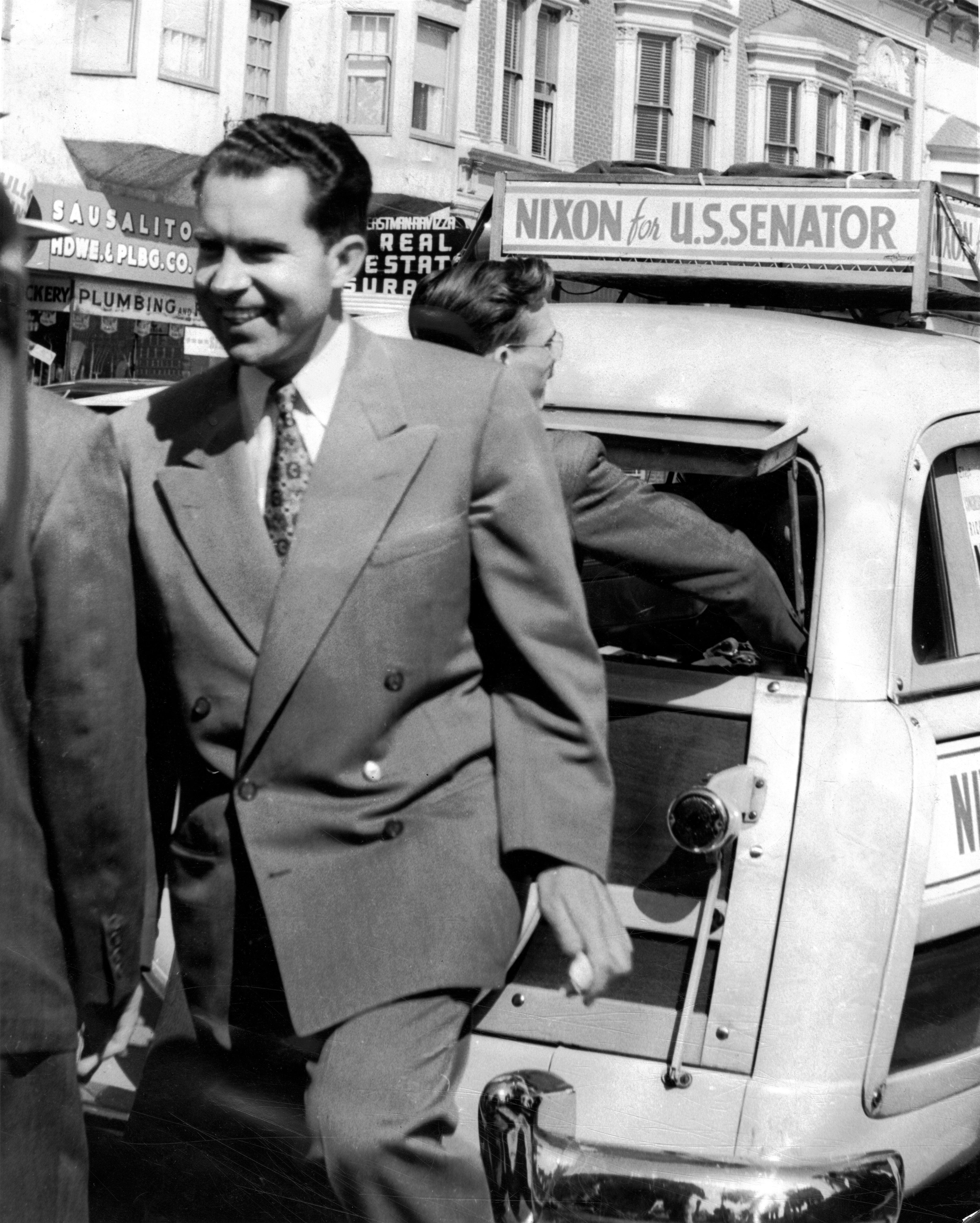
Richard Nixon během senátorské kampaně v Kalifornii (1950)

V roce 1950 kandidoval do Senátu v Kalifornii. Jeho soupeřem měl být demokrat Sheridan Downey, který byl senátorem jedenáct let, ale ten ohlásil odchod do důchodu. Za demokraty tak kandidovala poslankyně Helen Gahagan Douglasová. Hlavním tématem kampaně se stala korejská válka. Nixon v kampani poukazoval na „liberální“ hlasování Douglasové. Dokonce ho připodobnil k hlasování Vita Marcantonia, newyorského poslance, o kterém se říkalo, že je komunista. Nixon poté udělal mezi Douglasovou a Marcantoniem rovnítko. Nixon s přehledem zvítězil, ale poprvé si vysloužil svou celoživotní přezdívku „Tricky Dick“.
V Senátu brojil proti tzv. „světovému komunismu“, což byl propagandistický antikomunistický narativ, který později proslavila administrativa prezidenta Dwighta Eisenhowera, zejména ministr zahraničí John Foster Dulles, v začínající studené válce. Nixon se v Senátu spřátelil se stejně zapáleným antikomunistou Josephem McCarthym, ale distancoval se od McCarthyho radikalismu (viz mccarthismus). Současně kritizoval prezidenta Harryho S. Trumana.

### Viceprezident (1952–1959)
V roce 1952 se hlavním kandidátem republikánů na prezidenta stal generál Dwight D. Eisenhower. Když došlo na výběr jeho kandidáta na viceprezidenta, byl mu doporučen právě senátor Nixon. Eisenhower souhlasil, jelikož obdivoval jeho mladický zápal (Nixonovy bylo 39 let) pro antikomunismus. Hodilo se také, že Nixon byl z Kalifornie, která má velký počet volitelů. V polovině září se však republikánská strana ocitla v krizi, když média informovala, že Nixon má politický fond spravovaný jeho podporovateli, který mu proplácí politické výdaje. To sice nebylo ilegální, ale vrhalo to stín pochybnosti ohledně střetu zájmů. Eisenhower požadoval Nixonovo odstoupení. Nixon následně vystoupil v televizním projevu, který sledovalo šedesát milionů Američanů. V něm se Nixon bránil nařknutí a vykreslil se jako skromný vlastenec. Nixon mluvil také o skromnosti své ženy a roztomilosti svého psa. PR vystoupení zafungovalo a vzedmula se obrovská vlna podpory pro Nixona. Eisenhower již netrval na jeho rezignaci a v listopadu 1952 spolu zvítězili.
Eisenhower udělil Nixonovi během svého funkčního období více odpovědností než bývalo obvyklé. Nixon se účastnil zasedání kabinetu a Rady národní bezpečnosti a předsedal jim v Eisenhowerově nepřítomnosti. Cesta po Dálném východě v roce 1953 dokázala posílit místní přízeň vůči Spojeným státům a Nixonovi umožnila ocenit tento region jako potenciální průmyslové centrum. Navštívil Saigon a Hanoj ve francouzské Indočíně. Po svém návratu do Spojených států na konci roku 1953 Nixon více času věnoval zahraničním vztahům.
Navzdory intenzivní kampani Nixona, který opakoval své ostré útoky na demokraty, republikáni ve volbách v roce 1954 ztratili kontrolu nad oběma komorami Kongresu. Navíc 24. září 1955 prezident Eisenhower utrpěl infarkt a jeho stav byl zpočátku považován za život ohrožující. Eisenhower nebyl schopen vykonávat své povinnosti šest týdnů. Viceprezident však tehdy neměl žádnou formální pravomoc jednat jeho jménem. Nixon nicméně v tomto období jednal místo Eisenhowera, předsedal zasedáním kabinetu a zajišťoval, aby asistenti a úředníci kabinetu neusilovali o moc.
Eisenhower po svém návratu sdělil Nixonovy, že si nepřeje, aby byl v dalších volbách jeho kandidátem na viceprezidenta, ale aby raději přijal administrativní post ve vládě, což by mu dalo více zkušeností pro jeho budoucí kandidaturu na prezidenta. Nixon byl proti. Eisenhower oznámil svou kandidaturu v únoru 1956, ale neřekl jméno svého viceprezidenta. Nicméně v primárkách byl silně podpořen Nixon, a tak ho Eisenhower následně schválil. V listopadu 1956 byli opět zvoleni.
Na začátku roku 1957 podnikl Nixon další zahraniční cestu, tentokrát do Afriky. Po návratu pomohl prosadit zákon o občanských právech z roku 1957. Ten zajistil ochranu práva Afromeričanů volit, a to zejména kvůli rasistické situaci v segregovaném jihu USA. (viz zákony Jima Crowa).

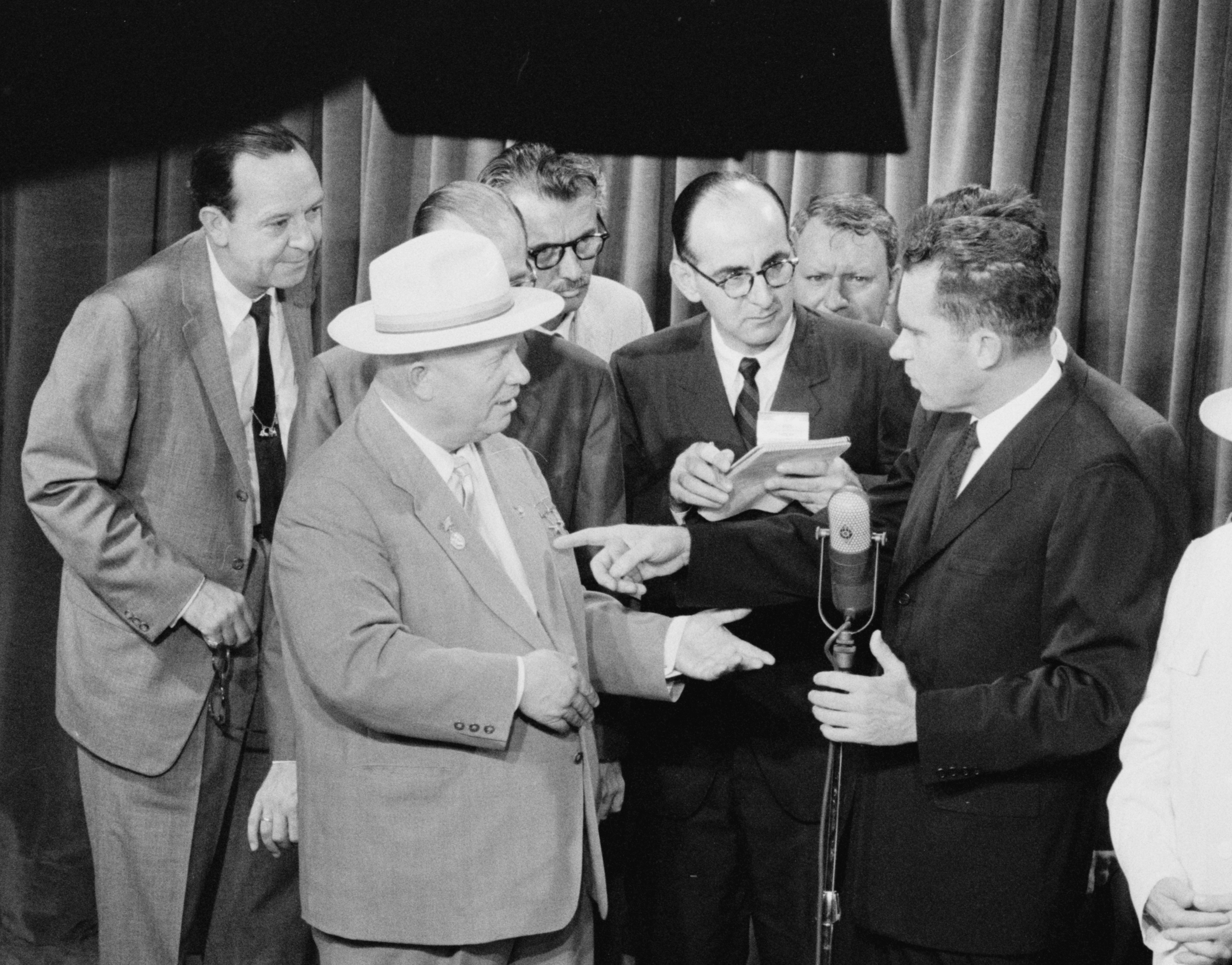
Sovětský vůdce Nikita Chruščov a viceprezident Richard Nixon hovoří o rozdílech kapitalismu a komunismu v tzv. „kuchyňské debatě“ (1959)

27. dubna 1958 se Richard a Pat Nixonovi neochotně vydali na cestu dobré vůle po Jižní Americe. V Montevideu v Uruguayi Nixon improvizovaně navštívil univerzitní kampus, kde odpovídal na otázky studentů týkající se zahraniční politiky USA. Po příjezdu do Asunciónu Nixon chválil Paraguay pod diktaturou Alfreda Stroessnera za to, že „se postavila proti komunismu silněji než kterýkoli jiný národ na světě“. Cesta proběhla bez problémů, dokud Nixonova skupina nedorazila do Limy v Peru, kde se setkal se studentskými demonstracemi. V Caracasu ve Venezuele byli Nixon a jeho manželka popliváni protiamerickými demonstranty a jejich limuzína byla napadena davem s trubkami. Nixon po cestě ve zprávě pro kabinet prohlásil, že existuje „absolutní důkaz, že [protestující] byli řízeni a kontrolováni ústředním komunistickým spiknutím“. Ministr zahraničí John Foster Dulles a jeho bratr, ředitel Ústřední zpravodajské služby Allen Dulles, s Nixonem souhlasili.
V červenci 1959 poslal Eisenhower Nixona do Sovětského svazu na zahájení Americké národní výstavy v Moskvě. 24. července si Nixon prohlížel expozice s Nikitou Chruščovem, když se oba zastavili u modelu americké kuchyně a zahájili improvizovanou výměnu názorů o výhodách kapitalismu versus komunismu, která se stala známou jako „kuchyňská debata“.

### Kandidatura na prezidenta (1960)

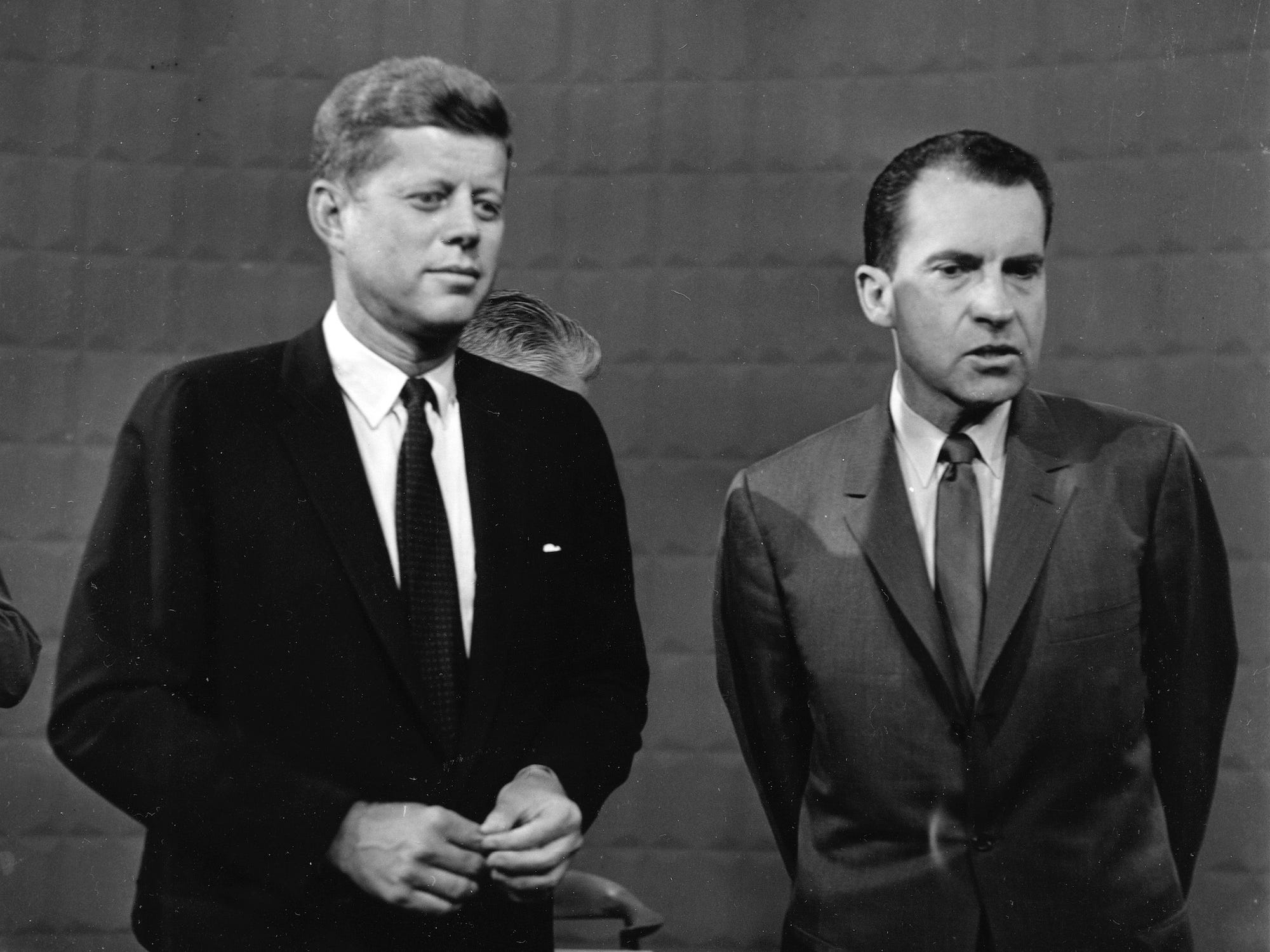
John F. Kennedy a Richard M. Nixon před první televizní debatou (1960)

V roce 1960 zahájil Nixon svou první kampaň na prezidenta Spojených států, oficiálně ji oznámil 9. ledna 1960. Zvítězil v primárkách a za svého kandidáta na viceprezidenta si zvolil amerického velvyslance v OSN Henryho Cabota Lodge Jr. Jeho soupeřem byl demokrat John F. Kennedy, přičemž průzkumy byly dlouho vyrovnané. Nicméně novinkou voleb byly televizní prezidentské debaty. V první ze čtyř takových debat se Nixon jevil bledý a unavený, na rozdíl od fotogenického Kennedyho. Nixonův výkon v debatě byl ve vizuálním médiu televize vnímán jako průměrný, ačkoli mnoho lidí poslouchajících v rádiu si myslelo, že Nixon debatu vyhrál. Ve volbách Nixon těsně prohrál. V Texasu a Illinois, v obou státech, kde vyhrál Kennedy, byla vznesena obvinění z volebních podvodů. Nixon odmítl uvažovat o zpochybnění výsledku voleb, protože se domníval, že zdlouhavá kontroverze by oslabila Spojené státy v očích světa a že nejistota by poškodila americké zájmy.
Po vypršení mandátu v lednu 1961 se vrátil do Kalifornie a praktikoval právo. Současně napsal úspěšnou knihu Six Crises o svých politických zkušenostech.

### Kandidatura na guvernéra Kalifornie (1962)
V roce 1962 se nechal přemluvit ke kandidatuře na guvernéra Kalifornie proti demokratovi Patu Brownovi. Nicméně Nixon nebyl v kampani příliš aktivní, což u mnohých vzbudilo dojem, že by šlo jen o jeho dočasný můstek, než bude moci znovu kandidovat na prezidenta. Nixon ve volbách prohrál a uvažoval o ukončení politické kariéry.
Po prohře se Nixon s rodinou přestěhovali do New Yorku, kde spoluzaložil právní firmu Nixon, Mudge, Rose, Guthrie & Alexander. Nixon nezvažoval kandidaturu ve volbách roku 1964, jelikož se domníval, že bylo nemožné porazit demokrata Lyndona Johnsona poté, co byl spáchán atentát na J. F. Kennedyho.

## Prezidentství (1969–1974)

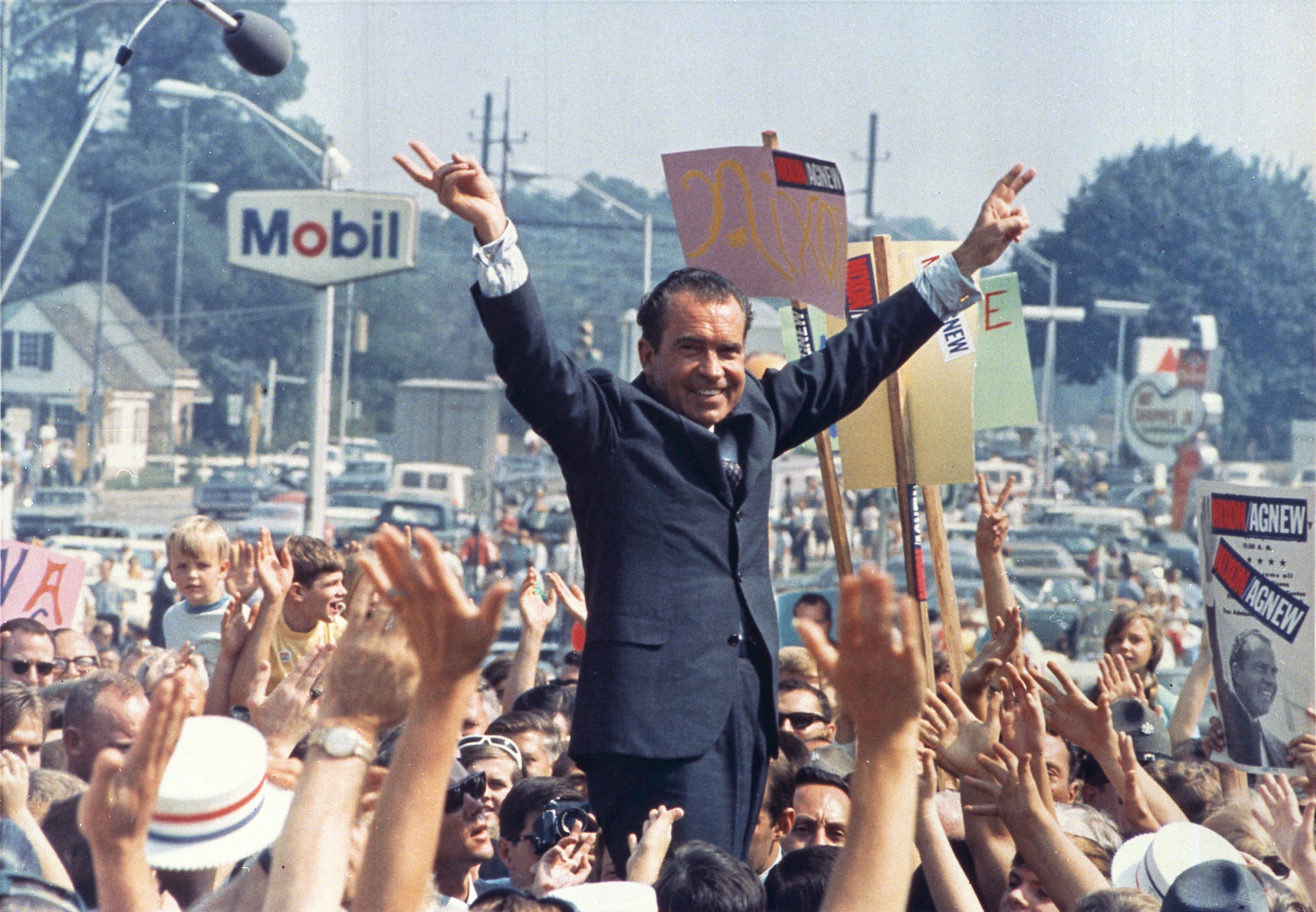
Nixon během své prezidentské kampaně v Pensylvánii (1968)

### Zvolení
V roce 1967 se setkal s mladým televizním a divadelním producentem Rogerem Ailesem, který pro něj začal pracovat v pozici mediálního experta na jeho volební kampaň, kouče vystupování před médii a šéfa pro styk s veřejností. Nixon ve volbách v roce 1968 porazil kandidáta demokratů, Huberta Humphreye, a o čtyři roky později drtivě porazil George McGoverna, který vyhrál pouze ve státě Massachusetts.
Nixonovým osobním dvorním fotografem byl Oliver F. Atkins.

### Zahraniční politika

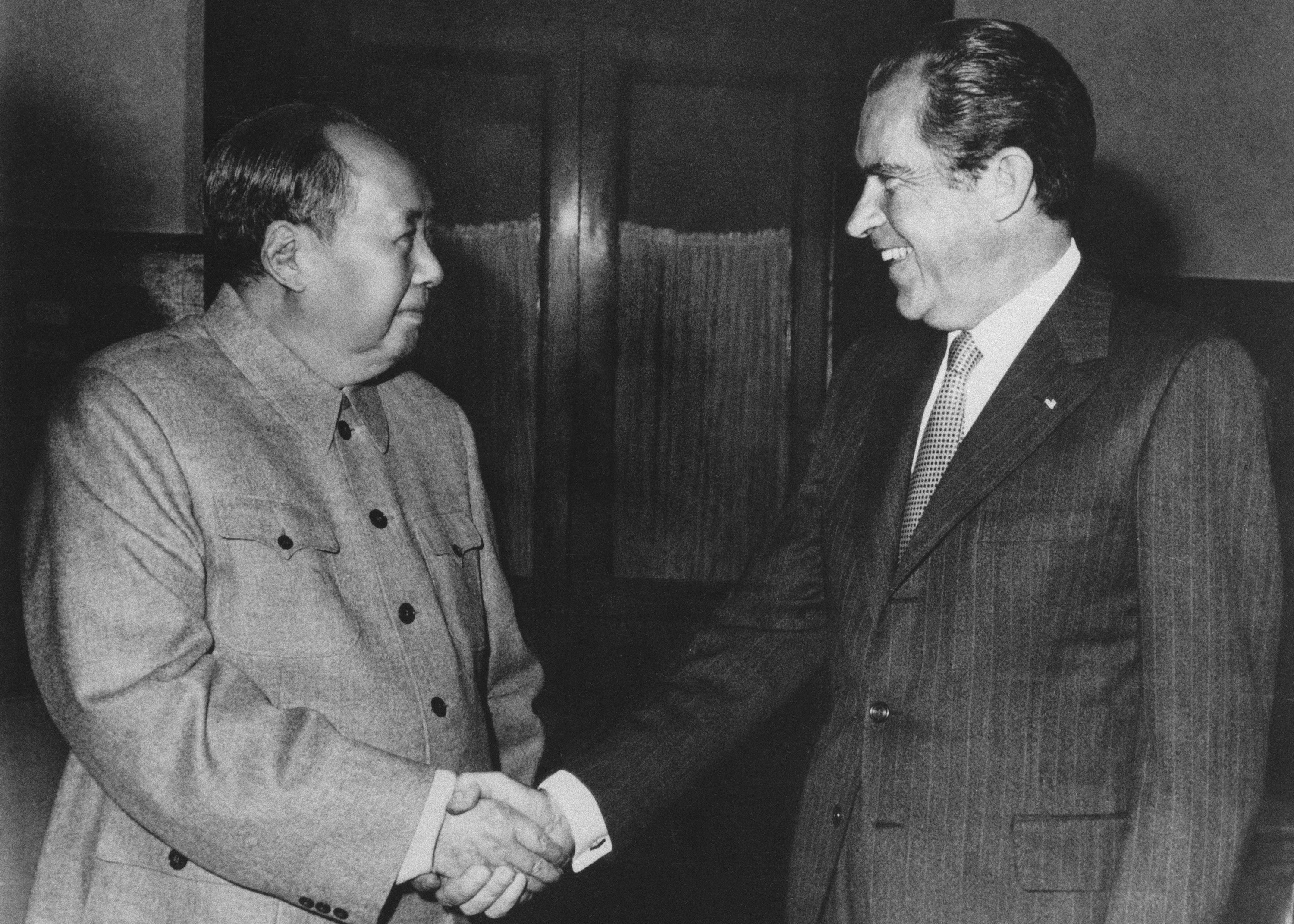
Čínský vůdce Mao Ce-tung a Richard Nixon (1972)

Během jeho prezidentství došlo k normalizaci vztahů se Sovětským svazem a Čínou. Inicioval rovněž dohody o snížení počtu strategických atomových zbraní SALT I. V roce 1972 navštívil jako první americký prezident ČLR a setkal se s čínským vůdcem Mao Ce-tungem. V rámci zlepšování vztahů mezi Spojenými státy a komunistickou Čínou, které bylo namířeno proti Sovětskému svazu, přestaly USA uznávat Čínskou republiku a místo ni uznaly Čínskou lidovou republiku. Současně ukončily operace podporující tibetský odboj.
Zahájil také stahování amerických vojáků z Vietnamu, což byl počátek tzv. „vietnamizace“ války, ale zároveň rozšířil bombardování i na sousední státy Kambodžu a Laos. Při bombardování Kambodže v letech 1970 až 1973 zahynulo až 150 000 lidí. V roce 1972 nařídil několikaměsíční bombardování Severního Vietnamu v rámci operace Linebacker, což bylo nejmasivnější bombardování Severního Vietnamu od ukončení operace Rolling Thunder v roce 1968. „Tajná válka“ v Laosu probíhala až do roku 1973.
Historický krok bylo také jeho rozhodnutí z roku 1971 opustit v té době zavedený Brettonwoodský mezinárodní měnový systém a směnitelnost amerického dolaru za zlato.
V roce 1973 podpořil vojenský převrat proti demokraticky zvolené levicové vládě v Chile a zavedení vojenské diktatury generála Pinocheta.

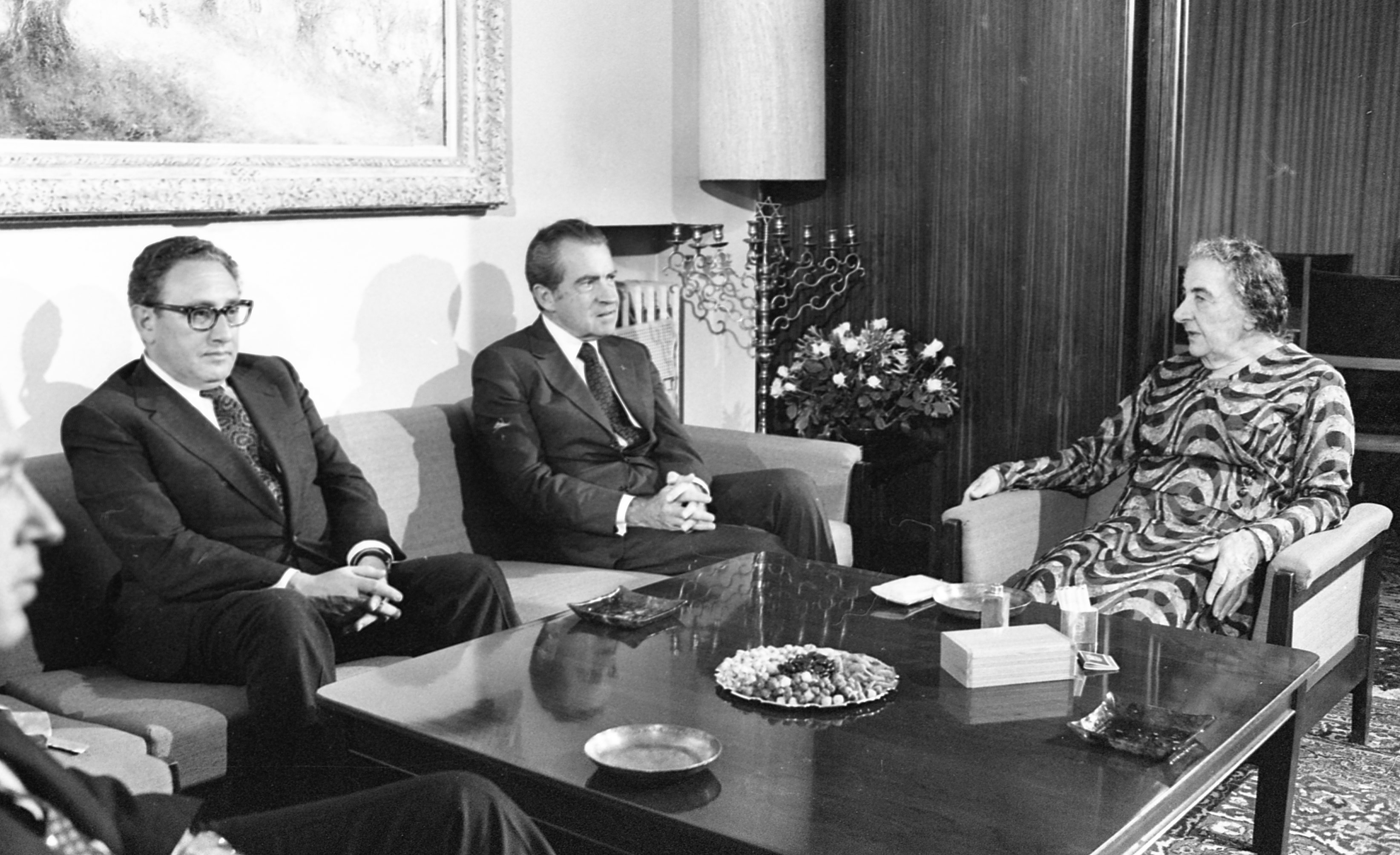
Richard Nixon a izraelská předsedkyně vlády Golda Meirová (1974)

Na podzim roku 1973 vyhlásila Organizace zemí vyvážejících ropu (OPEC) embargo na vývoz ropy do Spojených států a dalších zemí, které podporovaly Izrael během Jomkipurské války, což vyvolalo ve světě ropný šok.
Ministrem zahraničí jmenoval Henryho Kissingera.

### Aféra Watergate
V domácí politice bylo jeho působení ve funkci prezidenta USA poznamenáno aférou Watergate. Ta vypukla 17. června 1972, kdy policie zadržela v komplexu Watergate, kde sídlila Demokratická strana, pět lidí, kteří tam instalovali odposlouchávací zařízení. Bílý dům popíral, že by s vloupáním měl cokoliv společného, až do 5. srpna 1974, kdy přiznal, že o aféře Watergate věděl od začátku a úmyslně lhal. Dne 8. srpna 1974 Nixon oznámil rezignaci na úřad prezidenta a jeho místo následující den zaujal Gerald Ford.

### Vláda Richarda Nixona

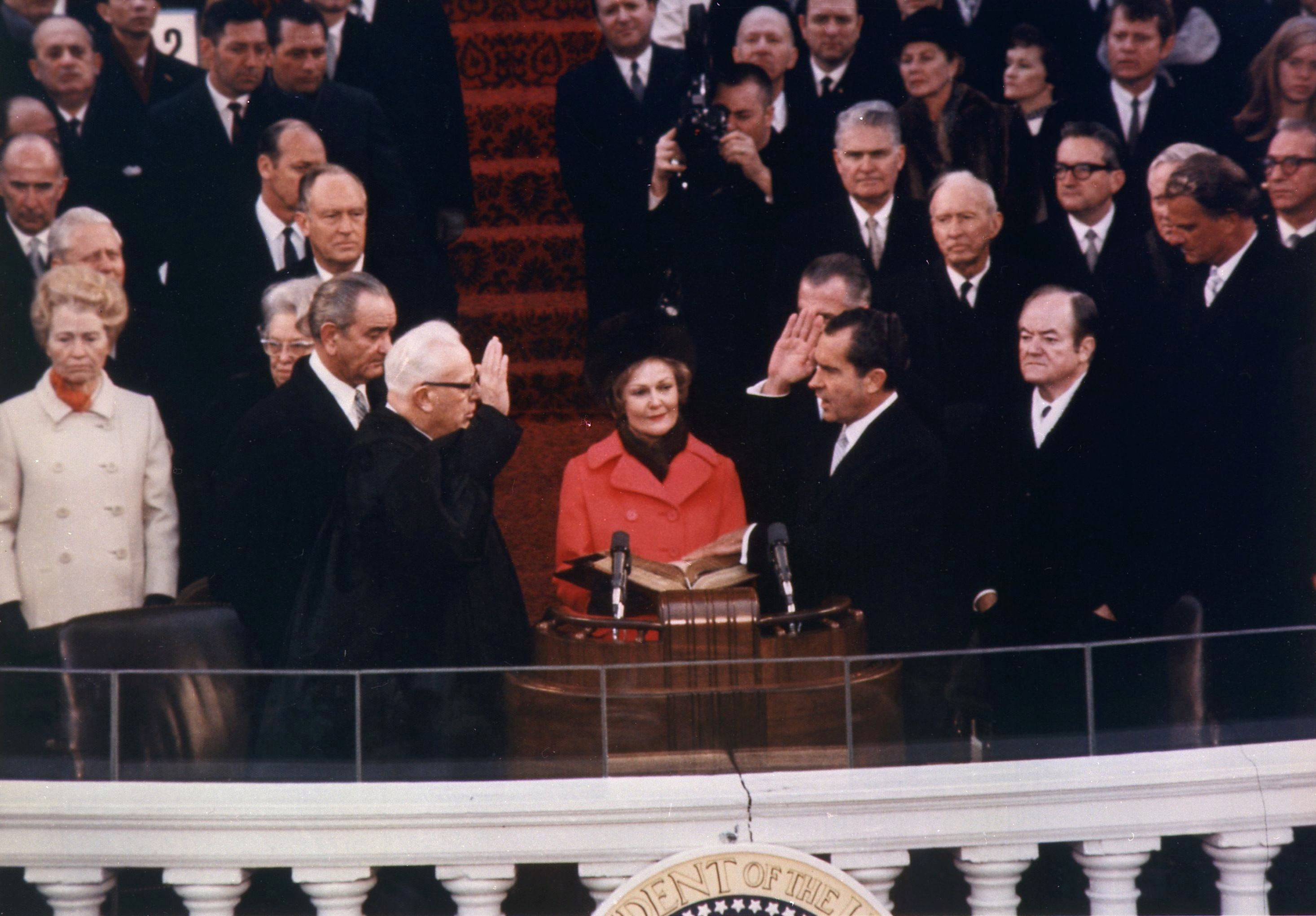
Richard Nixon skládá prezidentskou přísahu, 20. ledna 1969
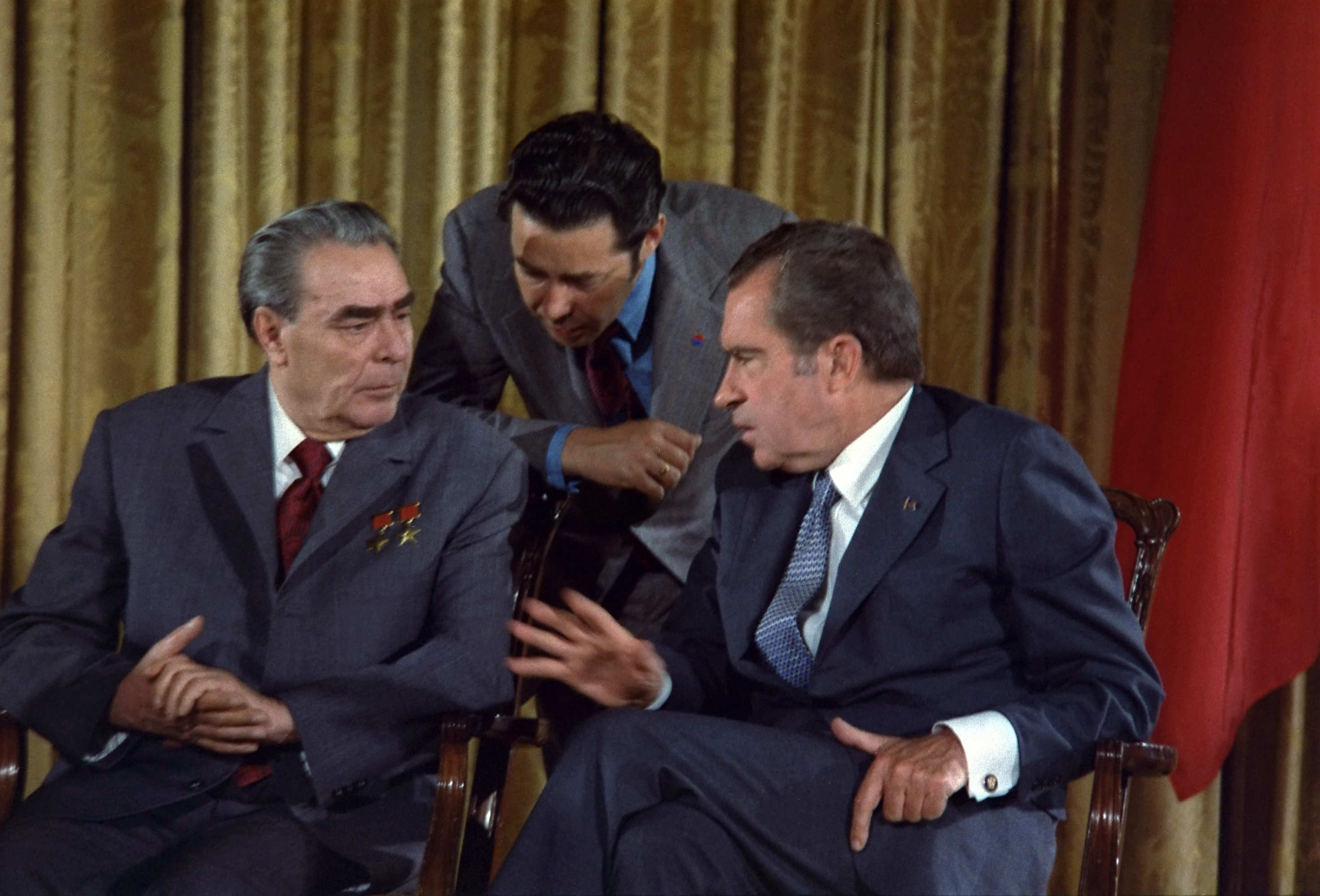
Nixon a sovětský vůdce Leonid Brežněv během Brežněvovy návštěvy Spojených států, červen 1973
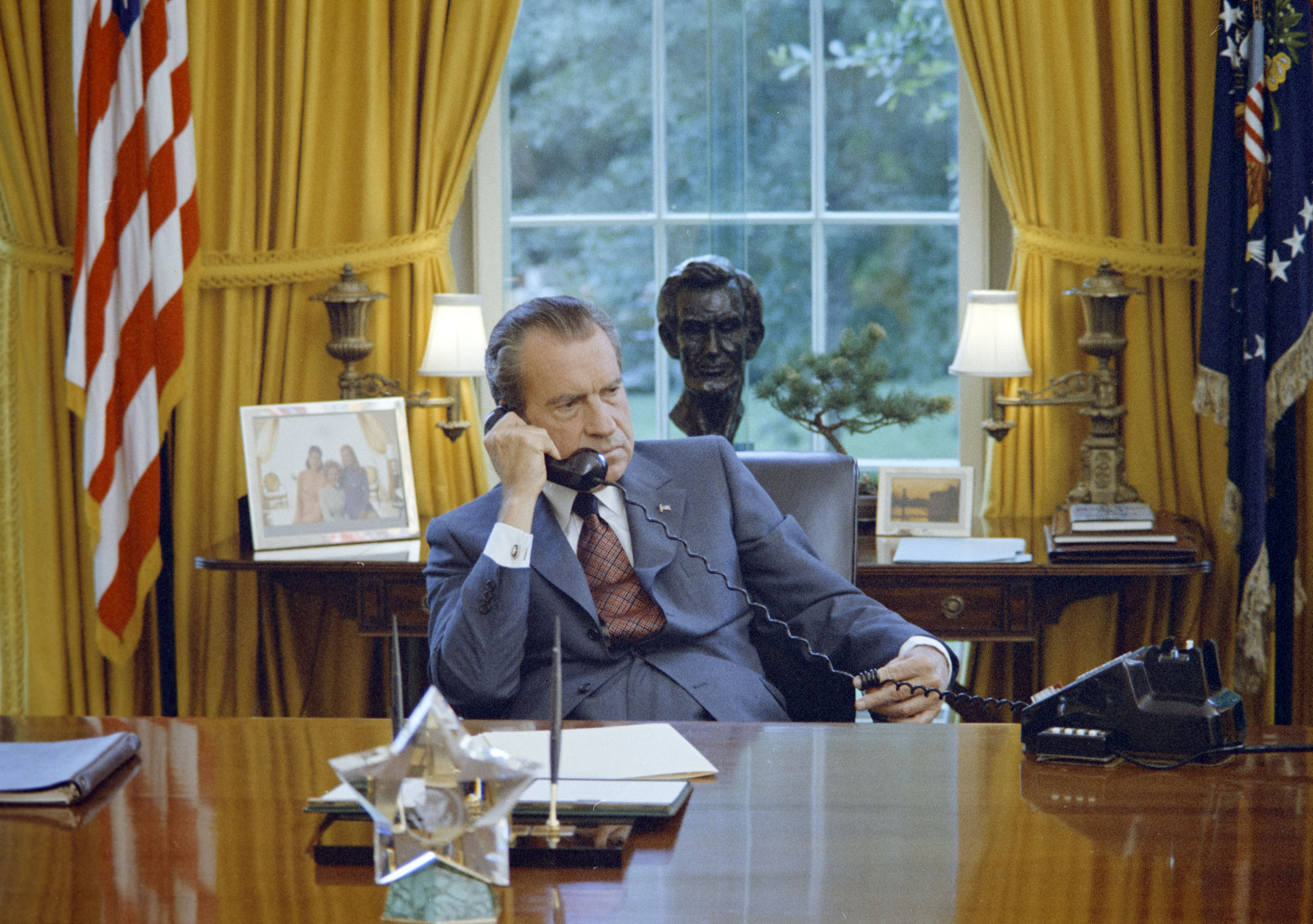
prezident telefonuje v Oválné pracovně Bílého domu, 23. června 1972
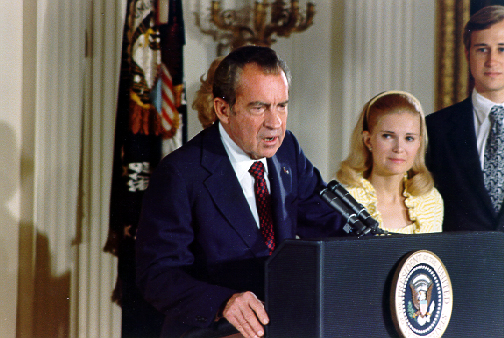
prezident Nixon oznamuje svou rezignaci, srpen 1974

## Po prezidentském úřadu
Nixon rezignoval v důsledku aféry Watergate. Jeho místo poté zaujal viceprezident Gerald Ford. Nixon zemřel 22. dubna 1994 na následky mozkové mrtvice, kterou utrpěl čtyři dny předtím. O týden později na Pinkpop Festivalu poprvé zahrála skupina Rage Against the Machine píseň Tire Me, která oslavuje Nixonovu smrt.

## Návštěvy v Československu
Richard Nixon dvakrát neoficiálně navštívil Československo. Poprvé přiletěl 23. března 1967 v rámci své evropské cesty, během níž navštívil také Londýn, Paříž, Bonn, Řím, Moskvu, Varšavu a Bukurešť. Sešel se zde s tehdejším ředitelem Ústavu pro mezinárodní politiku a ekonomii Antonínem Šnejdárkem. Při druhé návštěvě 12. října 1989 se v Praze sešel s komunistickým poslancem Evženem Erbanem, který následně o schůzce informoval disidenta Václava Havla.

## Filmy o Nixonovi
- 1995 – Nixon, režie Oliver Stone, životopisný film
- 2004 – Zabiji Nixona, režie Niels Mueller, film o plánování atentátu na Richarda Nixona 22. února 1974
- 2008 – Duel Frost/Nixon, režie Ron Howard, film o sérii rozhovorů Richarda Nixona s investigativním novinářem Davidem Frostem v roce 1977